# سوهووو
سوهووو (به بلغاری: Suhovo) یک منطقهٔ مسکونی در بلغارستان است که در شهرستان آردینو واقع شده‌است.
 سوهووو ۲٫۸۹۹ کیلومتر مربع مساحت و ۹۷ نفر جمعیت دارد.